# Lou Groza
Louis Roy „Lou“ Groza (* 25. Januar 1924 in Martins Ferry, Ohio; † 29. November 2000 in Middleburgh Heights, Ohio), Spitzname: „The Toe“, war ein US-amerikanischer American-Football-Spieler und -Trainer. Er spielte als Offensive Tackle und Kicker bei den Cleveland Browns in der All-America Football Conference (AAFC) und in der National Football League (NFL).

## Jugend
Lou Groza wurde als Sohn der rumänisch-ungarischen Einwanderer Mary und John (Ioan) Groza in Ohio geboren. Er hatte drei Brüder. Seine Eltern betrieben eine Gaststätte. Groza war ein begeisterter Sportler und spielte auf der Highschool Basketball, Baseball und American Football. In allen drei Sportarten brachte er es zum Mannschaftskapitän. Im Jahr 1941 gewann er mit seiner Basketballmannschaft und mit seiner Footballmannschaft die Staatsmeisterschaft von Ohio.

## Spielerlaufbahn

### Collegekarriere/Militärzeit
Nach seinem Schulabschluss studierte er ein Jahr an der Ohio State University, bevor er zur US Army eingezogen wurde. Er diente während des Zweiten Weltkriegs auf Okinawa und den Philippinen in einem Sanitätsbataillon. Footballtrainer während seiner Studienzeit an der Ohio State University war Paul Brown. Noch während seiner Militärzeit wandte sich Groza an Brown, der gerade im Begriff war eine neue Footballmannschaft zusammenzustellen. Paul Brown war General Manager und designierter Trainer der Cleveland Browns, die in der 1944 neugegründeten All-America Football Conference angesiedelt waren. Brown sandte Groza ein paar Bälle zum Üben und dieser unterschrieb unmittelbar nach seiner Militärdienstzeit bei den Browns einen Spielervertrag. Die Liga nahm 1946 den Spielbetrieb auf und Groza wurde zu einem der besten Kicker in der Geschichte des Profifootballs.

### Profikarriere
Die Browns waren das Topteam der AAFC und hatten zahlreiche spätere All-Pro-Spieler wie Mac Speedie, Dante Lavelli oder Bill Willis in ihren Reihen. Groza wurde als Spieler der Offensive Line zum Schutz von Quarterback Otto Graham eingesetzt und diente als Vorblocker von Runningback Marion Motley. Groza wurde von seiner Mannschaft auch als Kicker eingesetzt und trug somit entscheidend zum Erfolg seiner Mannschaft bei.
Bis zur Auflösung der Liga im Jahr 1949 gewann Groza mit den Browns alle vier Meistertitel. Nach der Regular Season 1946 wurden im AAFC-Endspiel die New York Yankees mit 14:9 besiegt. Lou Groza erzielte in dem Spiel zwei Points after Touchdown (Extrapunkt). Im Jahr 1947 wurden erneut die von Ray Flaherty trainierten Yankees im Endspiel besiegt. Beim 14:3-Sieg der Browns konnte Groza erneut einen Extrapunkt erzielen. Im folgenden Jahr blieb Lou „The Toe“ Groza mit seinem Team in der Regular Season ungeschlagen, was den erneuten Einzug in das Meisterschaftsspiel mit sich brachte, wo die Buffalo Bills mit 49:7 besiegt wurden. Groza verwandelte acht Extrapunkte.
1949 gewann die Mannschaft aus Cleveland den letzten AAFC-Meistertitel. Das Spiel gegen die San Francisco 49ers wurde mit 21:7 gewonnen. Erneut war Groza mit drei Extrapunkten am Sieg direkt beteiligt.
Nach der Saison 1949 musste die AAFC den Spielbetrieb einstellen und Groza wechselte zusammen mit seinem Team in die NFL.
Bereits im ersten Saisonspiel 1950 machten die Browns deutlich, dass sie auch in der NFL bestehen können. Sie schlugen den amtierenden NFL-Meister Philadelphia Eagles deutlich mit 35:10. Am Ende der Saison gewann Groza seinen fünften Titel in Folge. Gegner im NFL-Endspiel waren die Los Angeles Rams. Bis zum Beginn des vierten Spielabschnitts waren die Rams, die von ihrem Trainer Joe Stydahar sehr gut auf das Spiel vorbereitet worden waren, ein gleichwertiger Gegner. Erst im letzten Spielabschnitt konnten die Browns das Spiel für sich entscheiden. Groza erzielte beim 30:28-Sieg seiner Mannschaft im letzten Spielviertel das spielentscheidende Field Goal. In den nächsten drei Jahren scheiterte Lou Groza mit seinen Browns jeweils im Endspiel, 1951 an den Rams und 1952 und 1953 an den Detroit Lions. In den Jahren 1954 und 1955 gewann Groza seinen zweiten und dritten NFL-Titel. 1954 mussten die Detroit Lions eine deutliche 54:10-Niederlage hinnehmen, wobei Groza acht Extrapunkte erzielte. 1955 schlugen die Browns die Rams mit 38:14. Groza eröffnete das Spiel mit einem Field Goal zur 3:0-Führung seiner Mannschaft und konnte zudem noch vier Extrapunkte verwandeln. 1957 und 1958 konnte Groza zwar jeweils in das NFL-Endspiel einziehen. Seine Mannschaft verlor aber beide Spiele, im Jahr 1957 gegen die Detroit Lions mit 59:14 und ein Jahr später gegen die New York Giants mit 10:0.

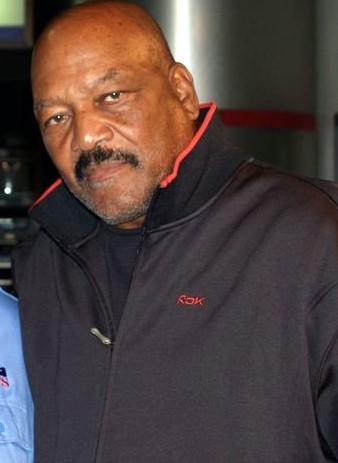
Jim Brown

Vor der Saison 1960 verletzte sich Lou Groza in einem Vorbereitungsspiel schwer und musste die ganze Saison aussetzen. Nach seiner Verletzung spielte er nur noch als Kicker. Er war damit der erste, der ausschließlich auf dieser Position spielte. Im Jahr 1962 hatte Paul Brown das Traineramt niedergelegt und Blanton Collier wurde neuer Head Coach der Mannschaft. Das Team hatte im Laufe der Jahre sein Aussehen verändert. Graham, Speedie, Willis und Motley hatten ihre Karriere beendet. Neue Spitzenspieler wie Jim Brown, Gene Hickerson, Gary Collins oder Len Dawson liefen für die Mannschaft aus Ohio auf. Im Jahr 1964 gewann Groza dann seinen vierten und letzten NFL-Titel. Gegner im NFL-Meisterschaftsspiel waren die Baltimore Colts, die von Don Shula trainiert wurden. Die Colts liefen mit ihrem Quarterback Johnny Unitas auf, dem es aber nicht gelang die Offense seiner Mannschaft entscheidend in Szene zu setzen. Vielmehr war es Lou Groza, der mit zwei Field Goals und drei Extrapunkten entscheidend zum 27:0-Sieg seiner Mannschaft beitrug. Groza konnte mit seinen Browns den Titel jedoch nicht verteidigen. Im folgenden Jahr bezog sie gegen die von Vince Lombardi trainierten Green Bay Packers eine 23:12-Niederlage. Nach der Saison 1967 beendete Groza seine Spielerlaufbahn.

## Außerhalb des Spielfelds
Lou Groza war seit 1950 verheiratet und hatte drei Söhne und eine Tochter. Sein Bruder Alex Groza war Basketballspieler und wurde aufgrund seiner sportlichen Leistungen zum All-American gewählt. Er gewann zudem die nationale Collegemeisterschaft und im Jahr 1948 die Goldmedaille bei den Olympischen Spielen in London. Alex Groza starb vor seinem älteren Bruder im Jahr 1995. Louis Groza hatte während seiner Spielerlaufbahn sein Studium beendet und arbeitete nach seiner Karriere als Versicherungsmakler. Er starb an Herzversagen und ist im Sunset Memorial Park in North Olmsted beerdigt.

## Ehrungen
Lou Groza spielte neunmal im Pro Bowl und wurde zehnmal zum All-Pro gewählt. Seine Trikotnummer ist bei den Browns gesperrt. Er ist Mitglied im NFL 1950s All-Decade Team und in der Pro Football Hall of Fame. Im Jahr 1954 wurde er zum NFL Player of the Year gewählt.
Die Stadt Berea, in welcher er bis zu seinem Tod lebte, benannte im Jahr 1999 eine Straße nach ihm. An der Straße liegt auch die Geschäftsstelle und das Trainingszentrum der Browns. Die Liegenschaft hat die Hausnummer 76 (was der Trikotnummer von Lou Groza entspricht).
Zu seinen Ehren wird jährlich der Lou Groza Award an den besten Kicker im College Football vergeben. Jährlich findet ein Benefiz-Golfturnier statt, welches seinen Namen trägt. Einer seiner Sportschuhe ist im National Museum of American History ausgestellt.